# Кведлинбург
Кведлинбург (њем. Quedlinburg) град је у њемачкој савезној држави Саксонија-Анхалт. Једно је од 20 општинских средишта округа Харц. Према процјени из 2010. у граду је живјело 21.500 становника. Посједује регионалну шифру (AGS) 15085235.
Кведлинбург је један од најбоље очуваних средњовековних и ренесансних градова у Немачкој. Избегао је разарања у Другом светском рату. У центру града налази се велики број очуваних кућа у стиловима од 14. до 19. века. Оне старије су грађене на основу дрвене конструкције (стил фахверк), док су оне са краја 19. века у стилу југендстила (немачке сецесије).
Од 1994. средњовековна тврђава и стари град Кведлинбург се налазе на УНЕСКО листи Светске баштине.

## Географски и демографски подаци
Кведлинбург се налази у савезној држави Саксонија-Анхалт у округу Харц. Град се налази на северним падинама планине Харц на надморској висини од 122 метра. Површина општине износи 78,1 km². У самом граду је, према процјени из 2010. године, живјело 21.500 становника. Просјечна густина становништва износи 275 становника/km².

## Историја
Град Кведлинбург је познат још од почетка 9. века, када је насеље  познато као Грос Орден постојало на источној обали реке Боде. Као такав град се први пут спомиње 922. године , као део донације Хенрика I Птичара. Сведочанства о овој донацији нађена су у опатији Корвеј.
После Хенрикове смрти 936. године његова удовица Матилда основала је верску заједницу за жене (Frauenstift) на брду где је градски замак. Ту су образоване кћери из племићких породица. Главни задатак овог манастира, под именом Опатија Кведлинбург, била је да се одржавају молитве у спомен на краља Хенрика и његових наследника. Прва игуманија била је Матилда, унука Хенрика и Матилде.
Комплекс дворца Кведлинбург, утемељио је Хенрик I Птичар, а изградио Отон I Велики 936. године. То је био царски двор (палатинат) саксонских царева. Палатинат са мушким манастиром налазио се у долини, где се данас налази католичка црква Светог Виперта, док се женски манастир налазио на брду са замком.
Свети Виперт је основао манастир 961. и 963. године јужно од замка. Манастир је напуштен у 16. веку. Манастирска црква са прекрасном криптом из 10. века је једно време кориштена као штала и свињац, док није рестаурирана 1950-их.
Непосредно пред смрт цара Отона I 973. године. одржан је Рајхстаг (царска конвенција) коме су присуствовали Мјешко, пољски војвода и Болеслав, чешки војвода као и бројни други племићи из далеке Византије и Бугарске. Ту су се окупили да би одали почаст цару. Том приликом Отон је представио своју нову снају - Теофану, византијску принцезу чији је брак са Отоном II донео наду за дугорочни мир између владара источног и западног царства.
Отон III је 994. г. Кведлинбургу доделио трговачке, пореске и привилегије ковања новца. Основао је прву пијацу северно од брда са замком.
Град је постао члан Ханзеатске лиге 1426. године. Опатија Кведлинбург често ја оспоравала независност Кведлинбурга, који је помоћ тражио од бискупије Халберштат. Године 1477. игуманија Хедвига, потпомогнута својом браћом, саксонским војводама Ернестом и Албертом, скршила је отпор града и протерала бискупове снаге. Кведлинбург је био принуђен да напусти Ханзеатску лигу, и потпао је под заштиту Кнежевине Саксоније. И град и опатија су постале лутерански године 1539, у току протестантске реформације.
Године 1697. кнез-изборник Фридрих Август I од Саксоније је продао права на Кведлинбург Фридриху III Бранденбуршком за 240.000 талира. Опатија Кведлинбург је оспорила право владавине Бранденбург-Пруске у току 18-ог века, али је секуларизована 1802. Кведлинбург је тада припао Краљевини Пруској као део кнежества Кведлинбург. Током Наполеонових ратова био је у Краљевству Вестфалија од 1807–13, а после њих 1815. постао је део пруске провинције Саксонија. У ово време градом су владале „игуманије без вела“ које су биле слободне да се удају.
У време нацистичког режима, успомена на Хенрика I постала је нека врста нацистичког култа. Хајнрих Химлер га је сматрао за „најнемачкијег од свих немачких владара“. Катедрала и замак су претворени у храмове нове религије коју је покушала да створи нацистичка Немачка. Катедрла је била затворена од 1938. и у току рата. Од ослобођења 1945. овде се вратио протестантски бискуп. Поново су постављена црквена звона и уклоњен је нацистички орао са куле.

## Међународна сарадња
| Мјесто | Држава               | Врста сарадње | Од    |
| ------ | -------------------- | ------------- | ----- |
| Торбеј | Уједињено Краљевство | контакт       | 2000. |
|        | Француска            | партнерство   | 1961. |
| Извор  |                      |               |       |